# Rivière Maligne
La rivière Maligne (en anglais : Maligne River) est une rivière qui coule dans les Rocheuses canadiennes à travers le parc national de Jasper, dans la province d'Alberta, au Canada. Elle est un affluent important de la rivière Athabasca.
Le nom de la rivière vient du français : Malin, il lui est donnée par les coureurs des bois français en référence au courant de la rivière près de sa confluence avec la rivière Athabasca.

## Géographie
La rivière Maligne River prend sa source au sud du lac Maligne, à partir des eaux de fonte ruisselant du pic Replica, coule en direction du nord, passant au sud du mont Mary Vaux, pic Lysfran, mont Unwin et mont Charleston avant de se déverser dans le lac Maligne. La rivière Maligne draine l'extrémité nord du lac Maligne puis coule en direction du nord-ouest jusqu'à Medicine Lake. La rivière creuse alors un canyon (en) de plus de 50 m de profondeur. Elle s'écoule ensuite en direction de l'ouest, se déversant dans la rivière Athabasca.

## Sources et bibliographie
- (en) Cet article est partiellement ou en totalité issu de l’article de Wikipédia en anglais intitulé « Maligne River » (voir la liste des auteurs).